# Pighin
Pighin est une localité située dans le département de Dapélogo de la province de l'Oubritenga dans la région Plateau-Central au Burkina Faso.

## Géographie
Pighin est situé à 6 km au sud-est de Dapélogo ainsi qu'à 3 km au sud-est de Garpéné.

## Santé et éducation
Le centre de soins le plus proche de Pighin est le centre de santé et de promotion sociale (CSPS) de Garpéné tandis que le centre médical avec antenne chirurgicale (CMA) de la province se trouve à Ziniaré.
Le village possède une école primaire publique.